# August Mommsen

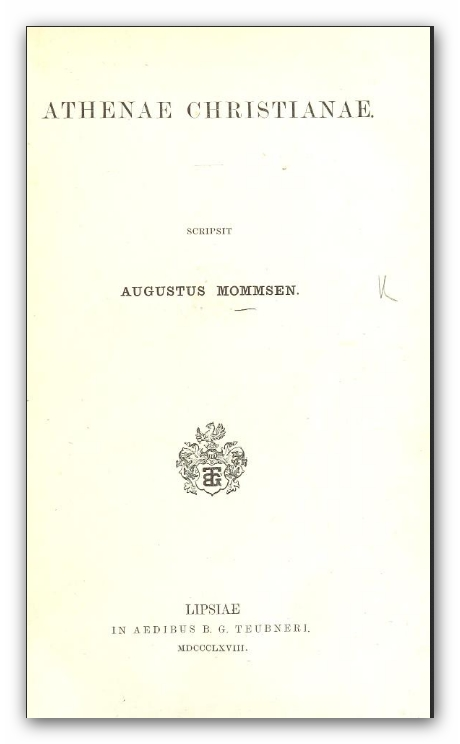
August Mommsen: Athenae christianae. Leipzig 1868

Johann August Wilhelm Mommsen (* 25. Juli 1821 in Oldesloe; † 18. Juni 1913 in Hamburg) war ein deutscher Lehrer und Altphilologe.

## Leben
August Mommsen, Sohn des Pastors Jens Mommsen und der Sophie Elisabeth Krumbhaar, war der jüngere Bruder des Historikers Theodor Mommsen und des Klassischen Philologen Tycho Mommsen. Er heiratete Marie Rosalie, geborene Herzog; aus der Ehe ging der Sohn Wilhelm Mommsen hervor, der Amtsrichter und Abgeordneter wurde.
Nach dem Studium der Klassischen Philologie, das er 1846 mit der Promotion an der Universität Kiel abschloss, arbeitete er als Lehrer, zunächst in Flensburg, dann an einer Realschule in Hamburg. 1853 wurde er Oberlehrer am Gymnasium in Parchim und 1864 dann Konrektor an der Domschule in Schleswig, 1868 erhielt er dort den Titel Gymnasialprofessor. Er verfasste zahlreiche Abhandlungen über die griechische und römische Chronologie, darunter die seinem ältesten Bruder Theodor zugeeignete preisgekrönte Festschrift Heortologie. Antiquarische Untersuchungen über die städtischen Feste der Athener (Leipzig 1864).

## Schriften
- De futuri Graeci indole modali. Kiel 1845 (Preisschrift)
- Beiträge zur griechischen Zeitrechnung. Leipzig 1856. In: Neue Jahrbücher für Philologie und Paedagogik. Neue Folge der Supplemente. Erster Band. Leipzig 1855, S. 199–264
- Zweiter Beitrag zur Zeitrechnung der Griechen und Römer. In: Jahrbücher für classische Philologie. Dritter Supplementband. Leipzig 1859, S. 343–454
- Heortologie. Antiquarische Untersuchungen über die städtischen Feste der Athener. Leipzig 1864
- Athenae christianae. Leipzig 1868
- Zur Kunde des griechischen Klimas. Schleswig 1870
- Griechische Jahreszeiten. 5 Hefte (fortlaufende Seitenzählung), Schleswig 1873–1877
- Delphika. Leipzig 1878
- Chronologie. Untersuchungen über das Kalenderwesen der Griechen, insonderheit der Athener. Leipzig 1883
- Über die Zeit der Olympien. Leipzig 1891
- Feste der Stadt Athen im Altertum, geordnet nach attischem Kalender. Umarbeitung der 1864 erschienenen Heortologie. Leipzig 1898